# Surdisorex
Genre
Ce genre comprend deux espèces :
- Surdisorex norae Thomas, 1906
- Surdisorex polulus Hollister, 1916